# Từ Hy Đệ
Từ Hy Đệ (sinh ngày 14 tháng 6 năm 1978) với nghệ danh Tiểu S, là nữ ca sĩ, MC Đài Loan của chương trình Khang Hy đến rồi nổi tiếng cùng Kevin Thái kể từ năm 2004. Hai người đã nhận giải Người dẫn chương trình xuất sắc nhất lần thứ 40 vào năm 2005.

## Sự nghiệp
Trước khi trở thành người dẫn chương trình, Từ Hy Đệ và chị gái Từ Hy Viên là bộ đôi song ca và lập nên nhóm nhạc "S.O.S." (Sisters of Shu). Sau này hai chị em chuyển công ty quản lý để tránh những vấn đề bản quyền nên đổi tên nhóm thành A.S.O.S.(All Sisters of Shu) vào cuối những năm 90 
Kể từ năm 1999, hai chị em ngừng sự nghiệp ca hát. Từ Hy Đệ chuyển sang dẫn các chương trình truyền hình trong đó tiểu mục Tôi đoán và Khang Hy đến rồi vào năm 2004 và nhanh chóng trở thành MC hàng đầu tại Đài Loan. Cô cũng là người phát ngôn của thương hiệu thời trang Shiatzy Chen.
Năm 2004, cô hợp tác cùng với La Chí Tường từng là bạn dẫn trong chương trình 100% Entertainment, song ca ca khúc "戀愛達人" (Chuyên gia tình yêu) và cùng tham gia với anh trong MV này. Bài hát được ra mắt trong album thứ hai của anh là Expert Show.
Từ Hy Đệ kết hôn với doanh nhân Hứa Nhã Quân (許雅鈞) và ba cô con gái hiện đang cùng sống tại Đài Bắc. Hôn nhân và chuyện làm mẹ của cô luôn được ra đùa vui trong "Khang Hy đến rồi" khi phê bình các khách mời là nam giới.

## Tai tiếng
Từ Hy Đệ và chị gái Từ Hy Viên cùng với 400 nghệ sĩ khác của Đài Loan bị cáo buộc trốn thuế vào năm 2009.
Ngày 26 tháng 8 năm 2013, Từ Hy Đệ và chồng là Hứa Nhã Quân, cũng với bố chồng là ông Hứa Khánh Tường bị kiện về việc sử dụng chất phụ gia trong chuỗi cửa hành bánh mỳ Top Pot Bakery và nghi vấn gian lận chứng khoán.

## Dẫn chương trình

### Chương trình truyền hình thực tế
| Năm       | Tựa đề                       |
| --------- | ---------------------------- |
| 1998-2006 | Tôi đoán                     |
| 1998-2006 | 100% Entertainment           |
| 2004-now  | Khang Hy đến rồi             |
| 2007-2008 | Gourmet Secrets of the Stars |

### Lễ trao giải
| Năm  | Tựa đề               |
| ---- | -------------------- |
| 2004 | Golden Bell Awards   |
| 2006 | Golden Melody Awards |
| 2008 | Golden Melody Awards |
| 2010 | Golden Melody Awards |
| 2010 | Golden Horse Awards  |

## Danh sách phim

### Phim truyền hình
| Năm  | Tựa đề             |
| ---- | ------------------ |
| 2004 | Say Yes Enterprise |

## Giải thưởng và đề cử

### Golden Bell Awards
| Năm  | Đề cử / Tác phẩm  | Giải thưởng                                         | Kết quả   |
| ---- | ----------------- | --------------------------------------------------- | --------- |
| 2004 | Say Yes Enterpise | Nữ diễn viên phụ xuất sắc nhất cho phim truyền hình | Đề cử     |
| 2005 | Khang Hy đến rồi  | Người dẫn chương trình truyền hình xuất sắc nhất    | Đoạt giải |
| 2006 | Khang Hy đến rồi  | Người dẫn chương trình truyền hình xuất sắc nhất    | Đề cử     |
| 2007 | Khang Hy đến rồi  | Người dẫn chương trình truyền hình xuất sắc nhất    | Đề cử     |
| 2008 | Khang Hy đến rồi  | Người dẫn chương trình truyền hình xuất sắc nhất    | Đề cử     |